# Carate Brianza
Carate Brianza – miejscowość i gmina we Włoszech, w regionie Lombardia, w prowincji Monza i Brianza.
Według danych na rok 2004 gminę zamieszkiwało 16 041 osób, 1782,3 os./km².